# 九品三十階
九品三十阶，中国隋朝至宋朝神宗之前、朝鲜半岛高丽王朝的官员等级制度。
隋朝把官员级别分为九品，每一品有正从之分。四品和四品以下，每一阶还有上下之分。所以一共分为三十阶。历经唐朝、五代十国和北宋前期，宋神宗元丰改制，取消上下之分，定为九品十八階。朝鲜半岛高丽王朝沿用唐宋制度，也是规定九品三十阶。
九品三十階內容如下：
- 正一品 從一品
- 正二品 從二品
- 正三品 從三品
- 正四品上 正四品下 從四品上 從四品下
- 正五品上 正五品下 從五品上 從五品下
- 正六品上 正六品下 從六品上 從六品下
- 正七品上 正七品下 從七品上 從七品下
- 正八品上 正八品下 從八品上 從八品下
- 正九品上 正九品下 從九品上 從九品下